# Овулация
Овулацията представлява процес на освобождаване на яйцеклетки от яйчниците. Това се осъществява чрез пукане на доминантен фоликул и освобождаването на яйцеклетката от него. Овулацията е много кратък период от време – максимум 12 – 24 часа. През това време вътрешната стена на матката (ендометрий) се удебелява, което значително улеснява оплождането от сперматозоид. Ако не се осъществи зачеване, стената на матката и кръв се отделят по време на следващата менструация.
Факти за овулацията:
- Всяка жена се ражда с милиони незрели яйцеклетки, които са в очакване да започне овулацията в живота на жената
- Една яйцеклетка живее от 12 до 24 часа след напускането на яйчниците
- Обикновено само една-единствена яйцеклетка се освобождава по време на овулация
- Овулацията може да бъде засегната от стрес, заболяване или нарушения на нормалните месечни цикли
- По време на овулация някои жени могат да получат леко кърваво зацапване
- Имплантацията на оплодената яйцеклетка се провежда обикновено от 6 до 12 дни след овулация
- Овулацията може да настъпи дори и ако менструацията не се е случила през този месечен цикъл
- Същото важи и за менструацията, тя може да дойде дори и да не е настъпила овулация
- Някои жени могат да почувстват лека болка в близост до яйчниците по време на овулацията
- Ако след напускане на яйчниците и по време на овулацията яйцеклетката не е оплодена, тя се разпада и абсорбира от лигавицата на матката